# Ländkota

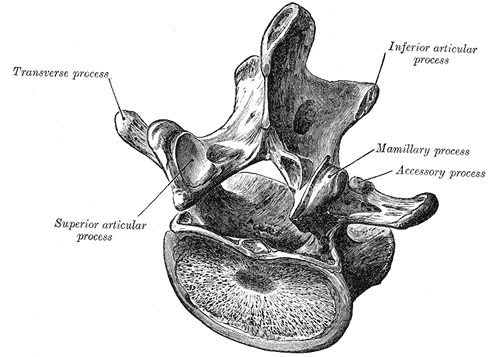
En ländkota sedd snett ovanifrån och bakifrån.
Illustration: Gray's Anatomy, 1918. (PD)

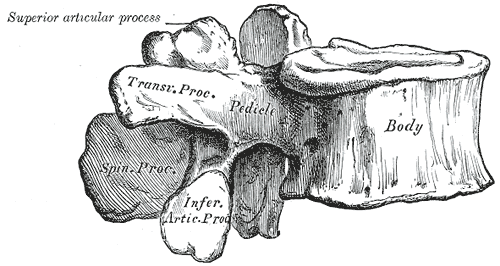
Lateral vy av en ländkota.
Illustration: Gray's Anatomy, 1918. (PD)

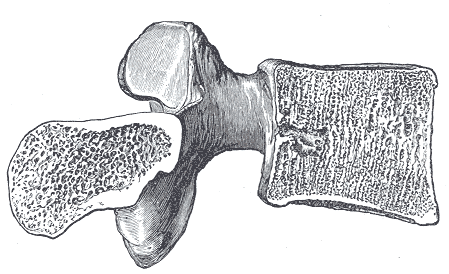
Sagittalsektion genom en ländkota.
Illustration: Gray's Anatomy, 1918. (PD)

Ländkota, lumbalkota (latin: vertebra lumbalis, pluralis: vertebrae lumbales  L1-L5) är de ryggkotor (vertebrae) som bildar ryggradens (columna vertebralis) lumbalkyfos mellan bröstkorgen (thorax) och bäckenet (pelvis). Hos människan finns fem ländkotor, hos hovdjur vanligen sex och hos rovdjur sju. 
Ländkotorna utgör den presakrala ryggradens största segment och kan identifieras genom avsaknaden av hål i tvärutskotten (foramen processus transversi) samt ledfasetter för revben (costae) i kotkroppens (corpus) laterala sidor. Kotbågen (arcus) som består av ett par kotrötter (pediculus) och ett par kotplattor (laminae), omsluter kothålet (foramen) och bär sju utskott.
Smärta i ländryggen kallas lumbago.

## Kotkroppen
Ländkotornas kotkropp är något bredare lateralt än sagittalt, tjockare framtill än baktill och dorsalt konkav. Ovan- och undersidorna är platta eller lätt konkava. Sidorna är konkava fram- och baktill.

## Kotbågen
De kraftiga kotrötterna på kotkroppens ovansida är riktade bakåt vilket gör de underliggande håligheterna djupa. Rötternas sagittala bredd ökar från 9 mm till omkring 18 mm hos L5.
Kotplattorna är breda, korta och kraftiga. De bildar kothålets bakre vägg, kotbågens bakre parti och utgör taggutskottens (processus spinosus) bas. Hos de översta ländkotorna överstiger plattornas höjd bredden medan motsatta proportioner gäller för de nedre ländkotorna.
Kothålet är triangulärt, större än bröstkotornas men mindre än halskotornas.

## Utskotten
Taggutskottet är tjock, brett och ungefär kvadratiskt. Utskottet utmynnar i en skrovlig, ojämn kant som ibland är urgröpt i den tjockare nedre delen.
Ledtapparna (processus articulares superior/inferior) sitter i övergången mellan kotkroppen och kotbågen. De är tydligt markerade. De övre är riktade uppåt med konkava fasetter som är riktade bakåt och medialt. De nedre är riktade nedåt med sina konvexa fasetter riktade framåt och lateralt. De nedre tapparna omsluts av de övre på underliggande kota och avståndet är därför större mellan de övre än de lägre tapparna.
Ländkotornas tvärutskott är långa och smala. De är homologa med bröstkotornas revben och alltså placerade framför ledtapparna istället för bakom som hos bröstkotorna. På de tre översta ländkotorna är tvärutskotten placerade mellan rot och platta och riktade horisontellt. På de två nedre ländkotorna sitter de längre fram mellan rot och kropp och riktade lätt uppåt.

## Femte ländkotan

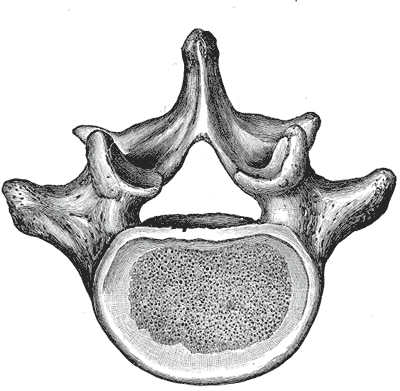
Den femte ländkotan sedd ovanifrån.
Illustration: Gray's Anatomy, 1918. (PD)

Vissa individer har fyra ländkotor, andra sex. Symtom som normalt påverkar L5 verkar hos dessa individer istället på L4 eller L6.
Den femte ländkotans kropp är betydligt tjockare framtill än baktill, vilket hänger samman med utformningen på korsbenets (os sacrum) ledyta. Taggutskottet är mindre men tvärutskotten, som är placerade både på kroppen och plattan, är tjockare.